# Amazon Kindle Direct Publishing
Pour les articles homonymes, voir AWS.
Amazon Kindle Direct Publishing, ou Amazon KDP, est la plateforme d'auto-édition de livres électroniques et physiques d'Amazon lancée en novembre 2007 aux États-Unis et 2011 en France, en même temps que le premier appareil Amazon Kindle. Cette plateforme permet aux écrivains professionnels comme amateurs de publier leurs propres écrits sans avoir à gérer de stock, grâce à un système d'Impression à la demande.
Le lancement d'Amazon KDP entend diffuser le statut de travailleur indépendant parmi les écrivains, en leur fournissant la possibilité d'éditer eux-mêmes leurs livres. Outre la création de l'œuvre, ils doivent prendre part à la vente, un processus dont la maison d'édition est normalement responsable.

## Public
Étant donné qu'Amazon KDP facilite la création, la mise en ligne ainsi que la promotion de livres électroniques et physiques, le grand public peut s'essayer à l'exercice sans avoir aucune compétence en écriture au préalable. La plateforme d'Amazon ne filtre pas les écrits : chaque utilisateur est libre de publier son livre à tout moment sans avoir à attendre une permission.

## Fonctionnement
Chaque livre est exclusivement publié sur le site web d'Amazon. Les livres sont classés par catégorie et par nombre de ventes.
La plateforme utilise un système d'Impression à la demande : contrairement à une librairie qui doit gérer un stock de marchandise, Amazon KDP imprime les livres au fur et à mesure, à chaque fois qu'il y a une commande.
La publication des livres électroniques se fait exclusivement sur la plateforme d'Amazon. L'entreprise américaine a lancé sa propre marque de tablettes Amazon Kindle afin de promouvoir les livres auto-édités de la plateforme.